# Kim-Lian
Kim-Lian van der Meij (nacida el 1 de octubre de 1980, en Beverwijk) es una actriz, presentadora y cantautora de Países Bajos. Es famosa por su sencillo "Teenage Superstar" y por presentar el programa popular para niños Kids Top 20. También es conocida por la versión de Kim Wilde "Kids in America".

## Trayectoria

### JuniorEurovision 2012
En 2012, fue la presentadora del festival infantil realizado en Países Bajos, donde además fue la voz de la canción oficial del evento Break the ice, donde ganó la representante de Ucrania Anastasiya Petryk con la Canción Nebo.

### Musicales
En 1994, Kim-Lian participó en su primer musical llamado Kruistocht In Spijkerbroek, basado en la novela infantil Thea Beckman'. Durante la primera temporada de Kids Top 20, tuvo un papel en el musical Home. Para el 2003 participó en el musical Kunt u mij de weg naar Hamelen vertellen, mijnheer?. En el 2005 en De Kleine Zeemeermin junto con la cantante belga Kathleen Aerts.
| Año  | Título                                            | Papel             |
| ---- | ------------------------------------------------- | ----------------- |
| 1994 | Kruistocht In Spijkerbroek                        |                   |
| 2003 | Home                                              | Motje             |
| 2004 | Kunt u mij de weg naar Hamelen vertellen, meneer? | Princesa Madelein |
| 2005 | De Kleine Zeemeermin                              | Little Mermaid    |
| 2007 | Doe Maar                                          | Janis             |

### Actuación
| Año  | Título                                 | Papel                            |
| ---- | -------------------------------------- | -------------------------------- |
| 2002 | Costa                                  | Greetje                          |
| 2002 | Bonbini Beach                          |                                  |
| 2002 | Kees & Co                              |                                  |
| 2005 | Chicken Little                         | Malle Abby (doblaje en holandés) |
| 2006 | Super Robot Monkey Team Hyperforce Go! | Nova (doblaje en holandés)       |

### Conducción
| Año          | Título                                                  |
| ------------ | ------------------------------------------------------- |
| 2000-2002    | Call TV                                                 |
| 2003-2005    | Jetix Planet Live Ahoy                                  |
| 2005         | Christmas Jumbo Gala XL                                 |
| 2005         | Co-Host Top of the Pops (British Version)               |
| 2003-2006    | Kids Top 20                                             |
| 2006-present | Nationaal Kids TV                                       |
| 2007         | International Final Junior Eurovision Song Contest 2007 |
| 2012         | International Final Junior Eurovision Song Contest 2012 |

## Discografía

### Álbumes de estudio
| Año  | Álbum                                                                                | Posiciones | Posiciones |
| Año  | Álbum                                                                                | NL         | BE         |
| ---- | ------------------------------------------------------------------------------------ | ---------- | ---------- |
| 2004 | Balance - 1.er álbum de estudio - Lanzado: 24 de mayo de 2004 - Formato: CD          | 9          | —          |
| 2006 | Just Do It - 2.º álbum de estudio - Lanzado: 28 de octubre de 2006 - Formato: CD+DVD | —          | —          |

### Sencillos
| Año  | Sencillo                                    | Posiciones | Posiciones | Posiciones | Posiciones | Álbum      |
| Año  | Sencillo                                    | NL         | IND        | BEL        | SWE        | Álbum      |
| ---- | ------------------------------------------- | ---------- | ---------- | ---------- | ---------- | ---------- |
| 2003 | "Teenage Superstar"                         | 5          | 1          | 24         | 26         | Balance    |
| 2004 | "Hey Boy!"                                  | 4          | —          | 48         | —          | Balance    |
| 2004 | "Garden of Love"                            | 15         | —          | —          | —          | Balance    |
| 2004 | "Kids in America"                           | 10         | —          | 50         | —          | Balance    |
| 2006 | "Road to Heaven"                            | 28         | —          | —          | —          | Just Do It |
| 2006 | "In Vain"                                   | 33         | —          | —          | —          | Just Do It |
| 2007 | "Feel" (sencillo digital)                   | —          | —          | —          | —          | Just Do It |
| 2009 | "Gemengde gevoelens" (con Fouradi)          | 17         | —          | —          | —          |            |
| 2009 | "Not That Kinda Girl" (con Linda Bengtzing) | 32         | —          | —          | —          |            |

## Premios y nominaciones
| Premio                        | Categoría                                                   | Acerca                                            | Resultado |
| ----------------------------- | ----------------------------------------------------------- | ------------------------------------------------- | --------- |
| De 2003 a 2006                |                                                             |                                                   |           |
| Nickelodeon Kids Award        | Best Female Singer                                          | Ella misma                                        | Ganó      |
| John Kraaijkamp Musical Award | Best Leading Female Role                                    | De Kleine Zeemeermin                              | Nominada  |
| John Kraaijkamp Musical Award | Upcoming Talent                                             | Kunt U Mij De Weg Naar Hamelen Vertellen, Meneer? | Nominada  |
| De Televizier Ring            | De Gouden Stuiver (The Golden Nickel) Best Children Program | Kids Top 20                                       | Ganó      |